# Hyrkanos II.

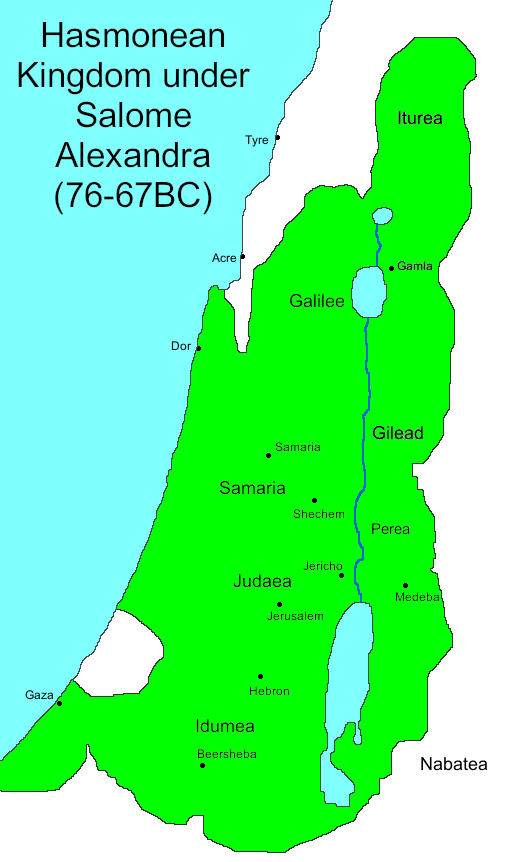
Hasmonejské království do r. 63 př. n. l.

Hyrkanos II. byl židovský velekněz a judský král z hasmonejské dynastie v 1. století př. n. l.
Hyrkanos II. byl nejstarší syn Salome Alexandry a Alexandra Jannaie, krále a velekněze, po jehož smrti roku 76 př. n. l. Salome Alexandra převzala moc a Hyrkana jmenovala veleknězem, neboť se bála schopností Aristobula II., svého mladšího syna. Ten se také ještě na konci jejího života prohlásil králem. Oba bratři se pak utkali v bitvě u Jericha, ale nakonec se formálně smířili.
Přesto se Hyrkanos obával, že se ho bratr pokusí dát zabít. Takto intrikoval Antipatros Idumejský, jeho poradce. Pokusili se proto Aristobula odstranit za pomoci nabatejského krále Aretase III., jehož armáda roku 64 př. n. l. oblehla Jeruzalém. Aristobulus podplatil velitele římské legie v Sýrii Marca Aemilia Scaura, aby Nabatejce vypudil, což ale nakonec vedlo ke ztrátě samostatnosti Judska, když Pompeius rok poté dobývá Jeruzalém.